# Tinamus
A Tinamus a madarak osztályának tinamualakúak (Tinamiformes) rendjébe és a tinamufélék (Tinamidae) családjába tartozó nem. A család névadó neme.

## Rendszerezésük
A nemet Johann Hermann francia orvos és természettudós írta le 1779-ben, jelenleg az alábbi 5 faj tartozik ide:
- szürke tinamu (Tinamus tao)
- remetetinamu (Tinamus solitarius)
- fekete tinamu (Tinamus osgoodi)
- nagy tinamu (Tinamus major)
- fehértorkú tinamu (Tinamus guttatus)

## Előfordulásuk
Mexikó, Közép-Amerika és Dél-Amerika területén honosak. A természetes élőhelyük szubtrópusi és trópusi erdők. Állandó, nem vonuló fajok.

## Megjelenésük
Testhossza 32–49 centiméter közötti.

## Életmódjuk
A talajon, lehullott gyümölcsökkel, magvakkal, esetenként rovarokkal táplálkoznak. Rossz repülők.